# التحول الصناعي في الاتحاد السوفيتي
كان التحول الصناعي في الاتحاد السوفيتي عملية بناء سريع للقدرات الصناعية للاتحاد السوفيتي للحد من تخلف الاقتصاد عن الدول الرأسمالية المتقدمة، وقد نُفذت بدءًا من مايو 1928 حتى يونيو 1941.
كانت مهمة عملية التحول الصناعي الرسمية تحويل الاتحاد السوفيتي من دولة يغلب عليها الطابع الزراعي إلى دولة صناعية رائدة. تحددت بداية التحول الصناعي الاشتراكي، كجزء لا يتجزأ من «المهمة الثلاثية لإعادة التنظيم الجذري للمجتمع» (التحول الصناعي، والمركزية الاقتصادية، والتنظيم الجماعي الزراعي، والثورة الثقافية) من خلال الخطة الخمسية الأولى لتنمية الاقتصاد الوطني، التي استمرت منذ عام 1928 حتى عام 1932.
اعتُبر التحول الصناعي في الحقبة السوفيتية إنجازًا عظيمًا. كان للنمو السريع للقدرة الإنتاجية وحجم إنتاج الصناعات الثقيلة (4 أضعاف) أهمية كبيرة لضمان الاستقلال الاقتصادي عن البلدان الرأسمالية وتعزيز القدرة الدفاعية للبلاد. انتقل الاتحاد السوفيتي، في ذلك الوقت، من بلد زراعي إلى بلد صناعي. أثبتت الصناعة السوفيتية، خلال الحرب الوطنية العظمى، تفوقها على صناعة ألمانيا النازية. تجري مناقشات بشأن قيمة التحول الصناعي في الاتحاد السوفيتي وروسيا، منذ أواخر ثمانينات القرن العشرين، وهو ما يشكك في نتائج التحول الصناعي وآثاره طويلة الأجل على الاقتصاد والمجتمع السوفيتي. لا تزال اقتصادات جميع دول ما بعد الاتحاد السوفيتي تعمل رغم ذلك على حساب القاعدة الصناعية التي أُنشئت في الفترة السوفيتية.

## غويلرو
بدأت الحكومة السوفيتية بالفعل خلال الحرب الأهلية في وضع خطة طويلة الأجل لإمداد البلاد بالطاقة الكهربائية. وافق كونغرس عموم روسيا السوفيتي الثامن، في ديسمبر 1920، على خطة غويلرو، وبعد عام واحد وافق كونغرس عموم روسيا السوفيتي التاسع عليها.
نصت الخطة على أولوية تطوير صناعة الطاقة الكهربائية بالتزامن مع خطط تنمية الأقاليم. نصت خطة غويلرو، التي صُممت لتُنفذ في مدة تتراوح بين 10-15 عامًا، على بناء 30 محطة لتوليد الطاقة على مستوى المقاطعات (20 محطة لتوليد الطاقة الحرارية و10 محطات لتوليد الطاقة الكهرومائية) بطاقة إجمالية تبلغ 1.75 غيغاواط. شمل المشروع ثماني مناطق اقتصادية رئيسية (المنطقة الصناعية الشمالية، والمنطقة الصناعية الوسطى، والمنطقة الجنوبية، ومنطقة الفولغا، ومنطقة الأورال، ومنطقة سيبيريا الغربية، ومنطقة القوقاز، ومنطقة تركستان). طُورت، في الوقت نفسه، شبكة النقل في البلاد (أُعيد بناء خطوط السكك الحديدية القديمة والجديدة، وبناء قناة فولغا دون).
جعل مشروع غويلرو التحول الصناعي ممكنًا في الاتحاد السوفيتي، فازداد توليد الكهرباء في عام 1932، مقارنة بعام 1913، بمقدار 7 أضعاف تقريبًا، إذ ازداد من 2 إلى 13.5 مليار كيلوواط/ساعة.

## سمات التحول الصناعي
يسلط الباحثون الضوء على السمات التالية للتحول الصناعي:
- اُختير التعدين، والهندسة، والتشييد الصناعي كقطاعات استثمار رئيسية.
- ضخ الأموال من الزراعة إلى الصناعة باستخدام مخفض الأسعار.
- تمثل دور الدولة البارز في حصر الأموال للتحول الصناعي.
- إنشاء شكل واحد للملكية (الاشتراكية) في  شكلين: الدولة والمزارع الجماعية التعاونية.
- تخطيط التحول الصناعي.
- قلة رأس المال الخاص (كان تنظيم المشاريع التعاونية في تلك الفترة قانونيًا).
- الاعتماد على الموارد الخاصة (كان من المستحيل جذب رأس المال الخاص في ظل الظروف الخارجية والداخلية القائمة).
- المركزية الشديدة للموارد.

## التحول الصناعي والحرب الوطنية العظمى
كان أحد الأهداف الرئيسية للتحول الصناعي تعزيز القدرات العسكرية للاتحاد السوفيتي. كان الجيش الأحمر يضم في 1 يناير 1932 ما مجموعه 1446 دبابة و213 مدرعة، لكنه كان يضم في 1 يناير 1934 ما مجموعه 7574 دبابة و326 مدرعة، أي أنه كان يضم أكثر ما كانت تضمه جيوش المملكة المتحدة وفرنسا وألمانيا النازية مجتمعة.
تُعد العلاقة بين التحول الصناعي وانتصار الاتحاد السوفيتي على ألمانيا النازية في «الحرب الوطنية العظمى» موضع نقاش. جرى، في الحقبة السوفيتية، تبني وجهة النظر القائلة بأن التحول الصناعي وإعادة التسلح قبل الحرب كان لهما دورًا حاسمًا في النصر. رغم ذلك، لم تستطع تفوق التكنولوجيا السوفيتية على التكنولوجيا الألمانية، على الحدود الغربية للبلاد عشية الحرب، إيقاف العدو.
وفقًا للمؤرخ كونستانتين نيكيتينكو، ألغى النظام الإداري الذي جرى إنشاؤه، المساهمة الاقتصادية للتحول الصناعي في القدرة الدفاعية للبلاد. يلفت فيتالي ليتشوك الانتباه كذلك إلى أنه بحلول شتاء عام 1941 كانت البلد محتلة، وكان يعيش بها قبل الحرب 42% من سكان الاتحاد السوفيتي، وكان يجري استخراج 63% من الفحم، و68% من الحديد الخام المصهر، وما إلى ذلك. يذكر ليلتشوك أنه «لم يكن ينبغي نسب النصر إلى مساعدة القدرات القوية التي أُنشئت خلال سنوات التحول الصناعي المتسارع». كانت معدات وتقنية الشركات العملاقة التي أُنشئت خلال سنوات التحول الصناعي، كنوفوكراماتورك ومصانع تعدين ماكيفكا، ودنيبرجيس، وما إلى ذلك، تحت تصرف الغزاة.
يعترض مؤيدو وجهة النظر السوفيتية بأن تأثير التحول الصناعي الأكبر كان في جبال الأورال وسيبيريا فحسب، في حين تبين تواجد صناعة ما قبل الثورة في الأراضي المحتلة. يشيرون كذلك إلى أن الإجلاء الممهد للمعدات الصناعية إلى مناطق الأورال ومنطقة الفولغا وسيبيريا وآسيا الوسطى كان له دور هام. نُقل، في الأشهر الثلاثة الأولى من الحرب فقط، نحو 1360 مؤسسة كبيرة (معظمها عسكري).

## جودة البضائع
ذكر أندريه جيد، الذي زار الاتحاد السوفيتي سنة 1936، اصطفاف مئات الأشخاص قبيل افتتاح المتاجر. كانت البضاعة، في الوقت نفسه، مع استثناءات قليلة، «غير صالحة البتة».
جودة؟ «لماذا توجد في حال انعدام المنافسة؟» هكذا أخبرونا. هذه هي الطريقة التي تفسر لنا، بعشوائية شديدة، الجودة الرديئة لكل ما يُنتج في الاتحاد السوفيتي.
ـــــــــــ أندريه جيد